# Crest of a Knave
| Críticas profissionais | Críticas profissionais |
| Avaliações da crítica  | Avaliações da crítica  |
| Fonte                  | Avaliação              |
| ---------------------- | ---------------------- |
| Allmusic               | 2.5 de 5 estrelas.     |

Crest of a Knave é o décimo sétimo álbum de estúdio da banda britânica Jethro Tull, lançado em 1987.
Com a ausência de Peter-John Vettese, o sintetizador ficou a cargo de Ian Anderson, e a gravação firmou-se na guitarra de Martin Barre. O álbum foi um sucesso de crítica e alcançou grande êxito comercial, rendendo ao Tull um Grammy de "Melhor Performance de Hard Rock/Metal Vocal ou Instrumental" dois anos depois, suplantando os favoritos Metallica.
O prêmio foi particularmente controverso, pois muitos não consideravam o Jethro Tull uma banda de hard rock, quem dirá de heavy metal. O fato deste ter sido o primeiro Grammy dedicado ao metal foi interpretado como um insulto aos fãs do gênero e posteriormente, e talvez por culpa disso, Grammys passaram a ser entregues em separado a ambas categorias.
Seguindo o conselho de seu empresário, a banda não comparece à cerimônia, e assim que o prêmio foi anunciado os fãs de heavy metal na platéia prontamente se puseram a vaiar. Em resposta às críticas por terem recebido o Grammy, a banda supostamente pagou um anúncio anônimo em um periódico musical inglês com a frase: A flauta é um instrumento de "metal" pesado!
O estilo de Crest foi comparado ao do Dire Straits, em parte devido a Anderson não ter o mesmo alcance vocal de antes.

## Faixas
1. "Steel Monkey" - 3:39
2. "Farm On The Freeway" - 6:31
3. "Jump Start" - 4:55
4. "Said She Was A Dancer" - 3:43
5. "Dogs In The Midwinter" - 3:33
6. "Budapest" - 10:05
7. "Mountain Men" - 6:20
8. "The Waking Edge" - 4:49
9. "Raising Steam" - 4:05

Faixa bônus no CD remasterizado de 2005
10. "Part of the Machine"